# César Halum
César Hanna Halum (Anápolis, 10 de março de 1954) é um político e médico veterinário brasileiro filiado ao Partido Novo (NOVO). Foi deputado federal pelo estado de Tocantins desde de 2011, se reelegendo pela segunda vez em 2014. Descendente de libaneses, foi prefeito do município de Araguaína, estado do Tocantins, entre 1993 à 1996; deputado estadual por duas vezes consecutivas (2003-2006 / 2007-2010) pelo estado do Tocantins.
Votou a favor do Processo de impeachment de Dilma Rousseff. Já durante o Governo Michel Temer, votou a favor da PEC do Teto dos Gastos Públicos. Em abril de 2017 foi favorável à Reforma Trabalhista.  Em agosto de 2017 votou a favor do processo em que se pedia abertura de investigação do então presidente Michel Temer.